# Frederick Weygold

The Vanguard of the Herd: Ein Ölgemälde von Frederick Weygold, das eine wandernde Bisonherde in der Prärie vor den Black Hills in South Dakota zeigt

Frederick Weygold (* 13. Juni 1870 in Saint Charles, Missouri; † 13. August 1941 in Louisville, Kentucky) war ein amerikanischer Maler, Fotograf und Ethnograf, der das Leben und die Kultur der nordamerikanischen Indianer hauptsächlich am Beispiel verschiedener Sioux-Stämme erforscht und künstlerisch wie wissenschaftlich dargestellt hat.

## Herkunft und Entwicklung
Die Eltern von Frederick Weygold waren deutsche Einwanderer. Ursprünglich lautete sein voller deutscher Name Friedrich Heinrich Phillip Adolph Weygold. Hineingeboren in solch eine Zeit und Umgebung wie er, wird sich ihm sicherlich als Kind so manches tief eingeprägt haben beim Hören der Berichte über die Indianer, die draußen in den Prärien ihre letzten Kämpfe kämpften; beim Sehen der Siedler, die mit ihren Planwagen auf dem Weg nach Westen waren. (St. Charles war der Ausgangspunkt der Boonlick Road, auf der die Siedler die großen Trails nach Oregon oder Santa Fe erreichten.) Der Vater war in der Evangelischen Kirche in Louisville Pastor. In der somit abgesicherten Existenz der Familie gab es einen Schatten: die schwache Gesundheit der Mutter. Deshalb wurde Frederick zur Erziehung in eine andere Familie gegeben. 1875 begann seine Schulzeit in der Blockhütte einer Dorfschule – „at a log cabin school“ – in der Nähe von St. Charles. Später besuchte er eine öffentliche Schule in Louisville. Sehr bedeutungsvoll für seine Entwicklung wurde das Jahr 1885, als seine Mutter in St. Louis starb und der Vater ihn nach Deutschland schickte, wo er zuerst in Essen und dann in Duisburg ein Gymnasium besuchte. – Nach dem Abitur im Jahre 1893 kehrte er in die Vereinigten Staaten zurück. Inzwischen hatte sein Vater wieder geheiratet. Unschlüssig wohl noch im Berufsziel und väterlich gelenkt, besuchte Frederick für kurze Zeit ein presbyterianisches Seminar in Louisville. 1894 war er wieder in Europa.
In Straßburg, das damals deutsch war, begann er Neue Sprachen und Geschichte zu studieren. Als er dann irgendwann eine indianische Grammatik – eine Bilderschrift der Sioux wohl – las, wurde sein Interesse für die Ureinwohner Nordamerikas geweckt; die Eindrücke seiner Kindheit in Missouri werden dabei auch mitgewirkt haben. Weiter anregend war für ihn die Entdeckung vieler Exponate indianischer Volkskunst in europäischen Museen. Dies und eine künstlerische Neigung, bestimmten ihn dazu, seine Ausbildung zu ändern; er brach 1896 das Studium in Straßburg ab und begann ein neues an der Kunstakademie Karlsruhe, dann an der in Stuttgart, wo er 1899 den Abschluss machte. Nachdem er sich in der europäischen Kulturwelt umgesehen hatte, reiste er 1902 nach Amerika zurück.

## Forschen und Schaffen
Wieder in den Staaten, besuchte Weygold, jetzt seiner Bestimmung bewusst, die Reservate der Sioux-Indianer. Er lebte eine Zeit lang unter ihnen, um ihre Sprache zu lernen und sich mit ihrem Denken und Fühlen vertraut zu machen. Damit begann etwas, das ihn schließlich zu einem ihrer großen Kenner werden ließ. Daneben setzte er seine künstlerische Ausbildung bei dem bekannten amerikanischen Maler William Merritt Chase an der Pennsylvania Academy of the Fine Arts in Philadelphia fort.
In den Jahren seiner Forschungsarbeit bei den Indianern verbrachte er die meiste Zeit wohl bei den Sioux-Stämmen, vor allem bei den Oglala und besuchte auch die Cheyenne, Kiowa und die Blackfeet in Montana, vielleicht noch andere, und beobachtete das indianische Leben, schrieb, zeichnete, sprach mit den Menschen, hörte ihnen zu. Die Ergebnisse seiner Forschungen veröffentlichte er in europäischen Fachzeitschriften, er stellte Sammlungen für deutsche Museen zusammen, beschäftigte sich so umfassend mit Indianern wie vor ihm wohl niemand. Von ihrem früheren Leben nahm er noch einen Schimmer wahr, da ja in den Reservaten noch viele Menschen aus den alten Zeiten lebten – wie der berühmte Red Cloud. Weygold hat ihn gemalt und fotografiert und ließ sich von diesem Häuptling und vielen anderen älteren Männern und Frauen erzählen, was dann in seine Arbeit einfloss.

Eines der Fotos von 1909 in Pine Ridge zeigt Short Bull (Tatanka Ptechela) als „Priester“ des Geistertanzes, zu dessen Anführern er um 1890 gehört hatte

Chief Red Cloud (Maxpiya Luta), Ölgemälde aus dem Jahre 1909

Um seinen kranken Vater pflegen zu können, verlegte Weygold 1908 seinen Wohnsitz von Philadelphia nach Louisville in Kentucky. Im Sommer 1909 reiste er im Auftrag des Museums für Völkerkunde zu Hamburg nach South Dakota in die Pine Ridge Reservation zu den Oglala und machte dort Fotografien, die Jahrzehnte später Wolfgang Haberland, dem deutschen Archäologen und Völkerkundler so interessant und wertvoll erschienen, dass er sie 1986 in einem Fotoband zusammen mit einem eigenen Begleittext veröffentlichte. Die Aufnahmen, nach Haberland das Kernstück des Buches, wirken sehr natürlich und nicht so gestellt wie zum Beispiel Indianer-Aufnahmen von Edward Curtis und Johan A. Jacobsen. Die unterschiedliche Ausdruckskraft der Bilder scheint mit daran zu liegen, dass Weygold damals ohne Stativ arbeitete und die Menschen recht unbefangen beim Aufnehmen waren. Frederick Weygold dokumentierte in diesem Buch mit einer Serie von genau 60 Bildern die uralte Zeichensprache der Indianer, was wahrscheinlich damals fotografisch zum ersten Mal geschah. Bei einigen anderen Büchern wirkte er mit, indem er Anmerkungen schrieb, sie illustrierte, sie mit Buchschmuck versah. Herausgegriffen seien hier seine liebevolle Gestaltung bei Ohijesa von Charles A. Eastman sowie Natahki und ich von James Willard Schultz, wo zusätzlich und zum einzigen Male von Weygold der Aufsatz über die Schwarzfußindianer angefügt worden ist.

Das Aquarell von Frederick Weygold zeigt einen Winnebago-Medizinbeutel und Cheyenne-Mokassins zeigt

In Louisville, das er bis zu seinem Tode als Wohnsitz beibehalten sollte, hat Weygold in seinem Atelier neben vielen Ölbildern auch schöne, detailgetreue Aquarelle von indianischen Gebrauchsgegenständen geschaffen. Daneben hat er die draußen bei «seinen» Indianern festgehaltenen Beobachtungen in Notizbüchern wie Skizzen usw. ausgewertet und bearbeitet. Mit dem amerikanischen Schriftsteller und Historiker Stanley Vestal hat er jahrzehntelang korrespondiert. Der Schriftwechsel ist in Original-Manuskripten in der Universität von Oklahoma einzusehen. Einige Jahre vor seinem Tod hat Weygold eine Reihe von Bildern – darunter den Red Cloud – dem Speed Art Museum in Louisville vermacht. In der Kunstszene von Kentucky ist er sehr aktiv gewesen und wenn ihn nicht Krankheiten daran gehindert haben, dann wird er wohl bis zuletzt mit seinen Arbeiten beschäftigt gewesen sein; jedenfalls hat er noch 1940 Texte für seine Bilder in einem Ausstellungskatalog geschrieben.